# 重力微細構造定数
重力微細構造定数（じゅうりょくびさいこうぞうていすう）とは、微細構造定数と類似した、重力の強さを表す無次元定数のひとつである。陽子の質量 mp とプランク質量 mpl との比を用いて、重力微細構造定数 αG は次式で定義される。
{\displaystyle \alpha _{\mathrm {G} }\equiv \left({\frac {m_{\mathrm {p} }}{m_{\mathrm {pl} }}}\right)^{2}={\frac {Gm_{\mathrm {p} }^{2}}{\hbar c}}\simeq 5.9\times 10^{-39}}
ここで G は万有引力定数、ħ はディラック定数、c は真空中の光速である。